# Луценко, Иван Фомич
Иван Фомич Луценко (7 июня 1912 года, Одесса, Российская империя — 24 ноября 1993 года, Москва, Россия) — химик-органик, декан Химического факультета МГУ имени М. В. Ломоносова, участник Великой Отечественной войны, иностранный член Французского химического общества, лауреат премии имени Н. Д. Зелинского.

## Биография
Родился 7 июня 1912 года в Одессе.
В 1937 году — окончил химический факультет МГУ.
В 1940 году — защитил кандидатскую диссертацию (исследования в области ртутноорганических соединений).
С 1940 года — ассистент химического факультета.
С 1941 по 1945 годы — воевал на фронтах Великой Отечественной войны, закончил войну в звании майора.
В 1945 году — вернулся на кафедру органической химии, где прошёл путь от ассистента до профессора.
В 1947 году — присвоено учёное звание доцента.
С 1948 по 1951 годы — заместитель директора НИИ Химии МГУ.
В 1956 году — защитил докторскую диссертацию, тема: «Исследование в области ртутноорганических производных альдегидов, кетонов и сложных эфиров карбоновых кислот».
В 1957 году — присвоено учёное звание профессора.
С 1957 года и до конца жизни — возглавлял кафедру органической химии МГУ, с 1961 по 1988 годы — руководитель созданной им лаборатории химии фосфорорганических соединений.
С 1956 по 1960 годы — заместитель декана по научной работе.
С 1962 по 1969 годы — декан химического факультета.
Умер 24 ноября 1993 года в Москве.

### Научная и общественная деятельность
Область научных интересов: элементоорганические соединения, проблемы двойственной реакционной способности.
Открыл вместе с учениками элементотропную таутомерию в ряду органических производных германия и олова.
Под его руководством получила развитие не изученная ранее химия функционально-замещенных производных кислот трех- и четырёхкоординированного фосфора.
Были найдены обратимые и необратимые перегруппировки нового класса производных дифосфинов, что дало ответ на ряд вопросов, имеющих принципиальное значение для фосфорорганической химии.
Опубликовано более 300 научных работ и более 70 авторских свидетельств.
Соавтор открытия «Явление элементотропной таутомерии в кетоенольных системах» (1968). Имеет более 70 авторских свидетельств.

### Общественная деятельность
Читал лекции по химии элементоорганических соединений.
Членство в научных организациях:
- Научный совет по элементоорганической химии АН СССР
- Ученый совет МГУ
- Ученый совет ИНЭОС
- Комитеты по присуждению премии имени Д. И. Менделеева и премии имени А. Н. Несмеянова
- Редколлегия Журнала общей химии и Вестника МГУ

С его согласия в 1966 году был проведен Праздник Химика под № 1 — День Водорода, на котором он произнес поздравительную речь.

### Основные труды
- «O- and C-isomeric orgаnoelement derivаtives of ketoenol systems: reаrrаngements and elementotroрism» (1972)
- «Unusuаl direction of Аrbuzov reаction of diаlkozymethylрhosрhonites and their аnаlogues» (соавт., 1988)
- «New develoрment in the chemistry of O- and C-silicon- and germаnium-substituted oxoderivаtives of smаll саrbo- and heterocyclic comрounds» (соавт., 1988)
- «Галогензамещённые метилфосфины и их производные» (соавт., 1989)
- «Функциональнозамещённые метилфосфониты и особенности их реакционной способности» (1990)

## Награды
- Орден Октябрьской Революции (23.01.1980)[1]
- Орден Трудового Красного Знамени
- Орден «Знак Почёта»
- Орден Отечественной войны II степени[2] [возможно, речь идет про него (судя по дате/месту рождения)]
- Медаль «За победу над Германией в Великой Отечественной войне 1941—1945 гг.»[3] [возможно, речь идет про него (судя по подразделению]
- Премия имени М. В. Ломоносова I степени (1973, совместно с учениками) — за исследование новых типов фосфорорганических соединений[4]
- Заслуженный деятель науки РСФСР
- Премия имени А. М. Бутлерова [нет в источнике]
- Премия имени Н. Д. Зелинского (1963) — за цикл работ по элементоорганическим соединениям
- Золотая медаль имени А. Н. Несмеянова (1985) — за цикл работ по элементоорганическим соединениям, опубликованных в 1974—1984 годах[5]